# Macrophomina
Genre
Macrophomina est un genre de champignons ascomycètes de la famille des Botryosphaeriaceae qui comprend cinq espèces.
Ce sont des champignons phytopathogènes polyphages, transmis par le sol ou par les semences, qui provoquent des symptômes de pourriture charbonneuse sur les racines ou les tiges chez de nombreuses espèces de plantes. Ils peuvent subsister dans le sol ou dans des débris végétaux pendant quelques années sous forme de mycélium et jusqu'à 15 ans sous forme de microsclérotes.

## Liste d'espèces
Selon Index Fungorum (19 juin 2021) :
- Macrophomina euphorbiicola A.R. Machado, D.J. Soares & O.L. Pereira 2018
- Macrophomina phaseolina (Tassi) Goid. 1947
- Macrophomina pseudophaseolina Crous, M.P. Sarr & Ndiaye 2014
- Macrophomina tecta Vaghefi, B. Poudel & R.G. Shivas 2021
- Macrophomina vaccinii Y. Zhang ter & L. Zhao 2019